# Clidemia cruegeriana
Clidemia cruegeriana är en tvåhjärtbladig växtart som beskrevs av August Heinrich Rudolf Grisebach. Clidemia cruegeriana ingår i släktet Clidemia och familjen Melastomataceae. Inga underarter finns listade i Catalogue of Life.